# 텔마테리나과
텔마테리나과(Telmatherinidae)는 색줄멸목에 속하는 조기어류과의 하나이다. 민물과 기수 지역에서 서식한다. 칼립타테리나 헬로데스(Kalyptatherina helodes)를 제외한 모든 종들은 인도네시아 술라웨시섬에서 제한적으로 발견되며, 대부분은 마타노 호와 토우티 호 그리고 작은 론토아 호와 마할로나, 마삽피 호로 이루어진 말릴리 호수 계에서만 발견된다. 몸길이 3-8cm의 작은 물고기로, 가장 큰 파라테리나속(Paratherina)은 이의 2배에 달하기도 한다.

## 하위 속
- Kalyptatherina
- Marosatherina
- Paratherina
- Telmatherina
- Tominanga